# Liste de minéraux (lettre I)
Pour un article plus général, voir Liste de minéraux
- Ianbrucéite
- Ianthinite
- Idaïte
- Idrialite
- Iimoriite-(Y)
- Ikaïte
- Ikranite
- Ikunolite
- Ilésite
- Ilímaussite-(Ce)
- Ilinskite
- Illite (K,H3O)(Al,Mg,Fe)2(Si,Al)4O10[(OH)2,H2O]
- Ilmajokite
- Ilménite FeTiO3
- Ilménorutile : Variété de rutile
- Ilsemannite
- Iltisite
- Ilvaïte
- IMA01.002
- IMA01.004
- IMA01.005
- IMA03.021
- Imandrite
- Imgréite
- Imhofite
- Imitérite
- Inaglyite
- Incaite : Variété de franckéite
- Inderborite
- Indérite
- Indigirite
- Indite
- Indium natif In
- Inésite
- Ingersonite
- Ingodite
- Innélite
- Insizwaïte
- Intersilite
- Inylchékite
- Inyoïte
- Iodargyrite AgI
- Iowaïte
- Iquiquéite
- Iranite Pb(CrO).H2O
- Iraqite-(La)
- Irarsite (Ir,Ru, Rh, Pt)AsS
- Irhtémite
- Iridarsénite
- Iridisite
- Iridium natif Ir (Os,Ru, Pt)
- Iridosmine, variété d'iridium natif
- Iriginite
- Irtyshite
- Isérite : Variété de rutile
- Ishikawaïte, variété de samarskite riche en U
- Isocubanite
- Isoferroplatine
- Isokite
- Isolueshite
- Isomertiéite
- Isovite
- Itoïgawaïte
- Itoïte
- Iwakiite
- Ixiolite
- Izoklakéite